# Chris Hani (dystrykt)
Chris Hani – dystrykt w Republice Południowej Afryki, w Prowincji Przylądkowej Wschodniej. Siedzibą administracyjną dystryktu jest Queenstown.
Dystrykt dzieli się na gminy:
- Inxuba Yethemba
- Tsolwana
- Inkwanca
- Lukhanji
- Intsika Yethu
- Emalahleni
- Engcobo
- Sakhisizwe